# Філарет Косинський
Філарет (у миру Костянтин Дмитрович Косинський; 1836, Одеса — 24 вересня 1880) — єпископ Російської православної церкви, єпископ Острогозький. Монах Михайлівського Золотоверхого монастиря.

## Життєпис
Народився у 1836 (за іншими даними — у 1840). Походив з молдовської шляхти Косинських.
Він був у ранньому віці, коли помер його батько і тому залишився на піклуванні матері і дядька, котрі дали хлопчику гідне домашнє виховання.
У 1856 закінчив курс Одеського Рішельєвського ліцею і 2 серпня того ж року вступив послушником до Одеського Успенського монастиря.
У 1860 перейшов до Києво-Михайлівського монастиря, де 18 грудня пострижений у чернецтво.
29 січня 1861 висвячений на ієродиякона, а 4 березня — на ієромонаха.
1 травня 1865 переведений до Воронезького Благовіщенського монастиря і 7 серпня того ж року зведений у сан ігумена.
31 березня зведений у сан архимандрита.
У 1874—1877 жив у Санкт-Петербурзі разом з Серафимом (Аретинським), що був присутнім у Синоді.
15 липня 1879 — хіротонізований на єпископа Острогозького, вікарія Воронезької єпархії з перебуванням в Олексієво-Акатовому монастирі.
Був діяльним помічником архієпископа Серафима Аретинського з управління єпархією. Відзначався лагідним характером і увагою до всіх, чим здобув загальну любов і повагу. За час короткого служіння єпископом здобув повагу і любов пастви.
Помер 24 вересня 1880. Відспівування звершив архієпископ Серафим Аретинський за участю 60-ти священнослужителів з білого і чорного духовенства.